# Flughafen Tampico

i8
i11
i13
Der Flughafen Tampico (spanisch Aeropuerto Internacional de Tampico, IATA-Code: TAM, ICAO-Code: MMTM) ist ein internationaler Flughafen bei der Stadt Tampico im Süden des Bundesstaats Tamaulipas nahe der Küste des Golfs von Mexiko im Nordosten Mexikos. Der Flughafen wird zum Teil militärisch genutzt.

## Lage
Der Flughafen Tampico befindet sich nur etwa 6 km westlich der Golfküste bei der Hafenstadt Tampico und etwa 350 km (Luftlinie) nordöstlich von Mexiko-Stadt in einer Höhe von ca. 24 m.

## Flugverbindungen
Es werden hauptsächlich nationale Flüge nach Mexiko-Stadt abgewickelt; die texanische Millionenstadt Houston ist derzeit das einzige internationale Ziel.

## Passagierzahlen
In den Jahren 2015 bis 2019 wurden jeweils ca. 750.000 Passagiere abgefertigt. Danach erfolgte ein deutlicher Rückgang aufgrund der COVID-19-Pandemie.